# Bled (jezioro)
Bled (słoweń. Blejsko jezero) − jezioro polodowcowe w Alpach Julijskich, w północno-zachodniej Słowenii. Zajmuje powierzchnię 1,44 km².
Jezioro powstało w starym zagłębieniu tektonicznym pod koniec ostatniej epoki lodowcowej na skutek topnienia wielkiego Lodowca Bohinjskiego. Do jeziora nie wpadają większe naziemne cieki, a wodą zasilają je źródła podziemne. Tektoniczne pochodzenie jeziora podkreślają aktywne źródła termalne w jego północno-wschodniej części, dlatego woda w jeziorze ma temperaturę sięgającą +26 °C. Jest to jedno z najcieplejszych jezior alpejskich.
W zachodniej części jeziora znajduje się wyspa zwana Blejski Otok z kościołem pielgrzymkowym pod wezwaniem Wniebowzięcia Marii Panny.
- Wschód słońca nad jeziorem

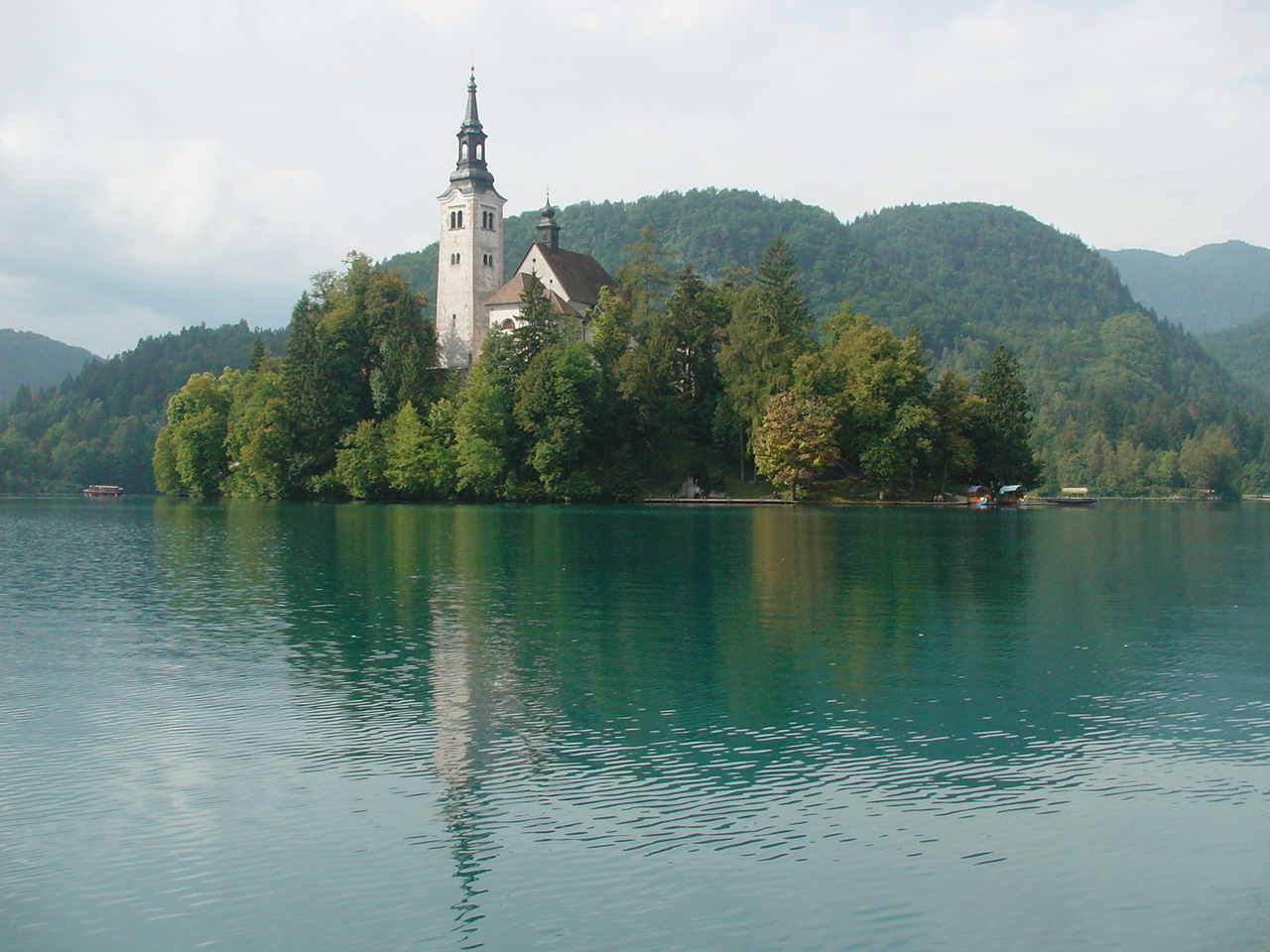
Wyspa Blejski Otok
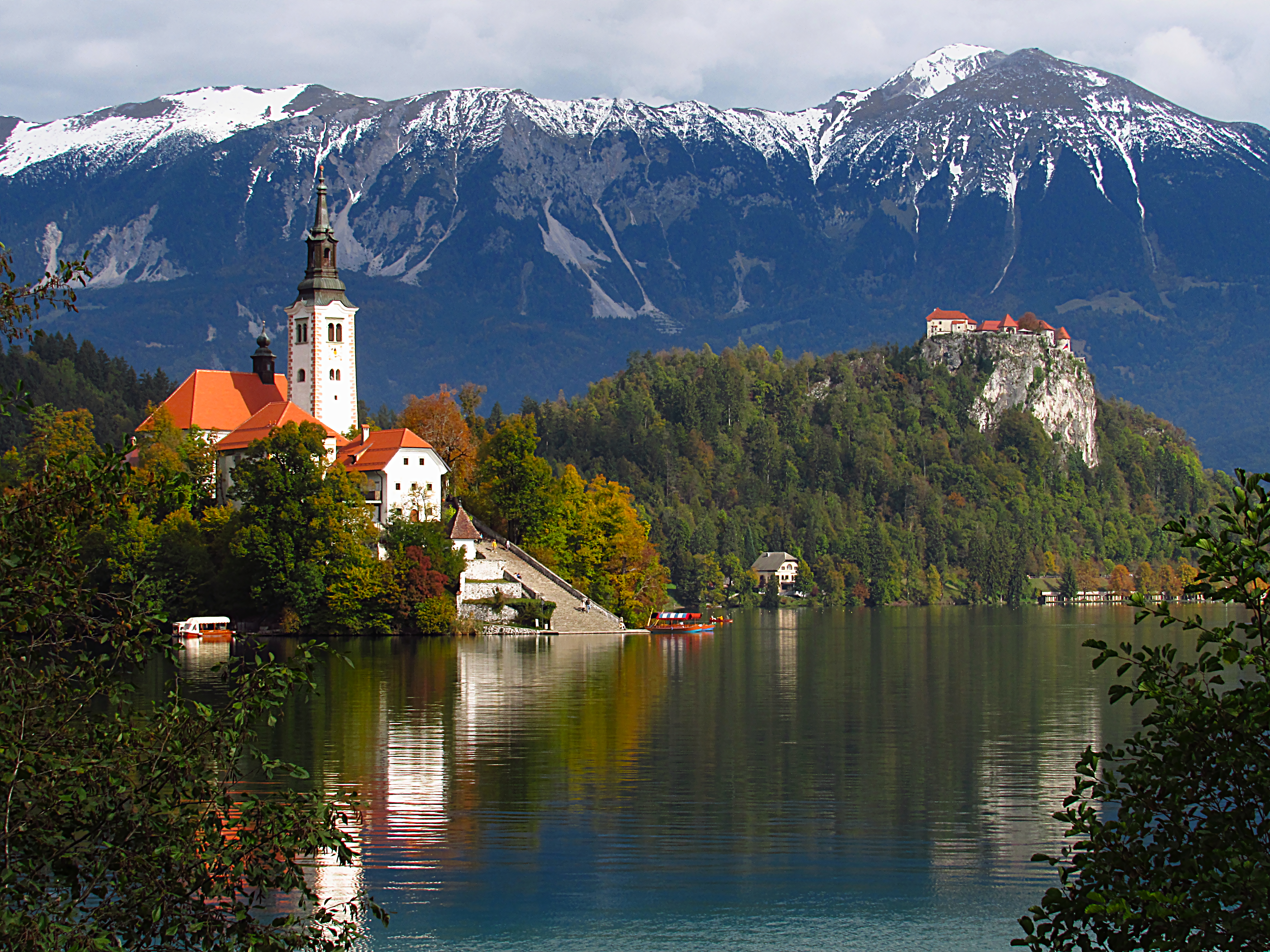
Jezioro Bled. Wyspa i zamek